# 1948 في كولومبيا
فيما يلي قوائم الأحداث التي وقعت خلال عام 1948 في كولومبيا.

## رياضة
- 1 يناير – الدوري الكولومبي لكرة القدم 1948 الفائز إنديبنديينتي سانتا في.

## مواليد

### أبريل
- 19 أبريل – لويس ألفريدو راموس سياسي كولومبي.

### يوليو
- 9 يوليو – أنطونيو نافارو وولف سياسي كولومبي.
- 22 يوليو – ألفونسو كانو

### سبتمبر
- 6 سبتمبر – خورخي هرنانديز دراج كولومبي.
- 30 سبتمبر – خورخي لويس أوتشوا فاسكيز مهرب مخدرات كولومبي.
- 30 سبتمبر – راؤول رييس

### أكتوبر
- 8 أكتوبر – بيدرو لوبيز قاتل متسلسل كولومبي.
- 10 أكتوبر – فريدي باديلا دي ليون

### ديسمبر
- 28 ديسمبر – أنابل توريس كاتبة كولومبية.

## وفيات

### أبريل
- 9 أبريل – خورخي إلييثير جايتان (مواليد 1898) سياسي كولومبي.
- 10 أبريل – بيدرو ماريا راميريز راموس (مواليد 1899)